# Rasmus Rask

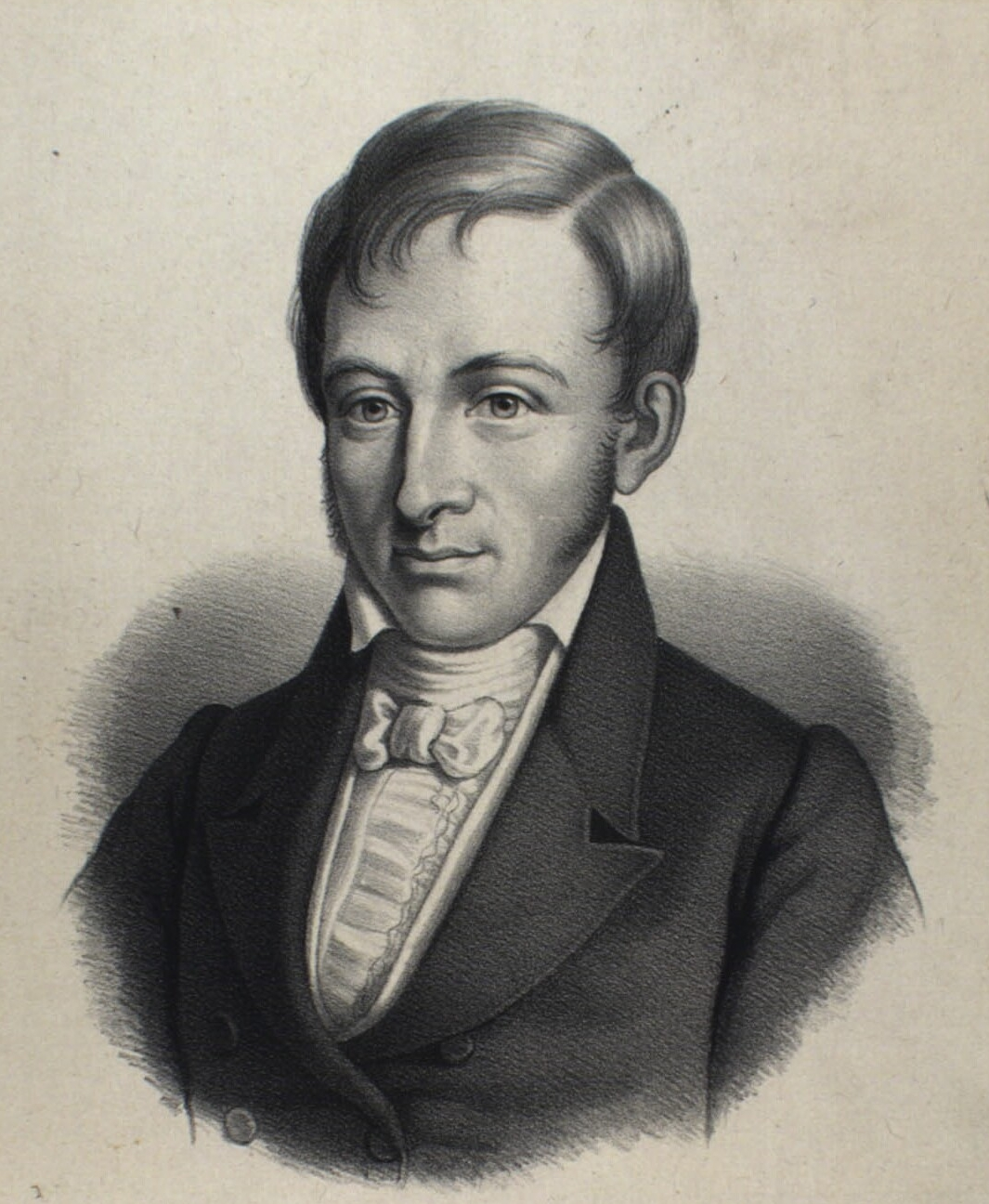
Rasmus Rask

Rasmus Kristian Rask (22 de novembro de 1787 – 14 de novembro de 1832) foi um estudioso e filólogo dinamarquês.

## Biografia

### Juventude
Rask nasceu em Brændekilde na ilha dinamarquesa de Funen. Seu pai além de ser um pequeno agricultor e alfaiate, era um estudioso. Ele enviou seu filho, aos treze anos, para a escola de latim, em Odense, em 1801. Um de seus amigos de escola de ensino fundamental, Niels Matthias Petersen (1791-1862), que passou a ser o primeiro professor de línguas Nórdicas da Universidade de Copenhague, mais tarde, observou que "a sua baixa estatura, os seus olhos vivos, a facilidade com que ele se movia e pulava em cima de mesas e bancos, seu conhecimento incomum, e até mesmo sua pitoresca roupagem de camponês, atraiu a atenção de seus colegas". Este foi o lugar onde o interesse de Rask pela antiga linguagem e literatura norueguesa e islandesa foi despertado, no momento em que seu professor Jochum E. Suhr, emprestou-lhe uma cópia do Heimskringla, de Snorri Sturlusson, e o reitor, Ludvig Heiberg deu-lhe uma nova tradução como um prêmio por sua diligência. Comparando a obra original e a tradução, ele foi capaz de fazer uma lista de palavras islandesas - comparando o vocabulário islandês com o do dinamarquês, sueco, alemão, holandês e inglês. Além de dinamarquês e latim, em Odense, Rask estudou grego, hebraico, francês e alemão.

### Na Universidade
Em 1807, ele viajou para Copenhague, para continuar os seus estudos na Universidade de lá, e ele ficou em Regensen, o dormitório da universidade. Apesar de não ser particularmente religioso, e mesmo tendo expressado sérias dúvidas, ele inscreveu-se como estudante de teologia - embora, na prática, ele simplesmente estudou a gramática de várias línguas de sua escolha. Por volta de 1812, ele tinha sistematicamente estudado tudo sobre o lapão, sueco, feroês, inglês, holandês, o gótico, o inglês e o português  arcaico - e tinha iniciado os estudos de alemão, francês, espanhol, italiano, grego, latim, russo, polaco e checo, embora o islandês continuasse a ser o seu principal interesse.
Em 1809, ele terminou o seu primeiro livro, Introduction to the Grammar of the Icelandic and other Ancient Northern Languages [Introdução à Gramática do Islandês e do Nórdico Antigo], publicado em dinamarquês, em 1811. Foi uma gramática didática baseada em materiais impressos e manuscritos acumulados por seus antecessores no mesmo campo de pesquisa. De acordo com Hans Frede Nielsen, o trabalho superou tudo já publicado sobre o tema.

### O Ensaio Premiado
Em 1811, a Academia Dinamarquesa de Ciências solicitou um ensaio sobre o tema da história da língua. Eles solicitaram o ensaio para "usar o histórico crítico e bons exemplos para iluminar a fonte de onde o Antigo Escandinavo pode ser mais provavelmente derivado, para explicar o caráter da linguagem e as relações que ela teve durante a idade média para os Nórdicos, bem como dialetos Germânicos, e para determinar com precisão os princípios básicos sobre os quais toda derivação e comparação dessas línguas deve ser construída."
Rask propôs uma viagem à Suécia, a fim de realizar estudos do lapão e do finlandês para ser capaz de avaliar qualquer possível relação que possa ter para os idiomas Escandinavos, e, em 1812, ele viajou com seu amigo Rasmus Nyerup. Após seu retorno, ele foi indicado para o Arnamagnæan Institute, pelo qual ele foi contratado como editor do Icelandic Lexicon [Dicionário Islandês] (1814) de Björn Halldórsson, que havia muito permanecera no manuscrito. Rask visitou a Islândia, onde permaneceu de 1813 a 1815, dominando o idioma e familiarizando-se com a literatura, as maneiras e os costumes islandeses. Em 1814, enquanto ainda estava na Islândia, ele terminou o ensaio sobre a "Investigation of the Origin of the Old Norse or Icelandic Language" [Investigação da Origem do Antigo Escandinavo e do Islandês], no qual ele argumentava que o Norueguês Antigo era relacionada com as línguas germânicas, incluindo o gótico, no mar Báltico, e as línguas eslavas, e retrocedendo, para as línguas clássicas latim e grego, que ele agrupou sob o rótulo de Trácias. E ele excluiu a possibilidade das línguas germânicas serem relacionados com o basco, o groenlandês, finlandês ou celta (nesta última instância, ele estava errado, o que, mais tarde, reconheu). O ensaio recebeu a aprovação da academia, embora eles achassem que ele poderia ter mergulhado mais profundamente na comparação do Islandês com as línguas orientais e persas. Isso fez com Rask fizesse uma viagem à Índia, para realizar os estudos complementares de idiomas asiáticos, como o Sânscrito, o que já estava sendo ensinado por outros filólogos, tais como Bopp e Schlegel, na Alemanha.

### Viagem para a Índia e o Ceilão (atual Sri Lanka)
Em outubro de 1816, Rask deixou na Dinamarca, em um expedição literária financiada pelo rei para investigar as línguas do Oriente e recolher manuscritos para a biblioteca da universidade de Copenhague. Ele prosseguiu primeiro para a Suécia, onde permaneceu por dois anos e, durante esse tempo, fez uma excursão à Finlândia para estudar a língua. Aqui ele publicou, em sueco, o seu Anglo-Saxon Grammar [Gramática do Anglo-Saxão] em 1817.
No mesmo ano, ele trouxe as primeiras edições completas de Edda e Sæmundr's Edda (mais comumente conhecida como Edda Poética) de Snorri, com texto original, acompanhado das traduções suecas de ambas as Eddas. De Estocolmo, ele foi, em 1819, para São Petersburgo, onde escreveu, em alemão, um artigo em "The Languages and Literature of Norway, Iceland, Sweden and Finland" [A Língua e a Literatura na Noruega, Islândia, Suécia e Finlândia], no sexto número de Viena Jahrbücher. Da Rússia, avançou através da Tartária na Pérsia e residiu por algum tempo em Tabriz, Teerã, Persépolis e Shiraz. Em cerca de seis semanas, ele disse ter dominado o suficiente do persa para ser capaz de conversar livremente.
Em 1820, ele embarcou de Bushire para Bombaim, e durante a sua permanência lá, ele escreveu, em inglês, "A Dissertation on the Authenticity of the Zend Language" [Dissertação Sobre a Autenticidade da Língua Avéstica](Trans. Lit. Soc. de Bombaim, vol. iii., republicado com correções e adições em Trans. R. Como. Soc.). De Bombaim, ele continuou através da Índia para o Ceilão, onde chegou em 1822, e, logo depois, escreveu, em inglês, "A Dissertation respecting the best Method of expressing the Sounds of the Indian Languages in European Characters" [Dissertação Acerca do Melhor Método Para Expressar os Sons das Línguas Indianas em Caracteres Europeus], em Transactions of the Literary and Agricultural Society of Colombo [Transações da Literatura e da Agricultura na Sociedade de Colombo]. Rask voltou para Copenhague em maio de 1823, trazendo um número considerável de manuscritos Orientais, em persa, avéstico, pali, cingalês, e outros, com os quais enriqueceu as coleções da capital dinamarquesa. Ele morreu em Copenhague, no dia 14 de novembro de 1832, na rua Badstuestræde 17, onde uma placa em homenagem a ele pode ser encontrada.
Durante o período compreendido entre o seu regresso do Oriente e sua morte, Rask publicou, em dinamarquês: Spanish Grammar [Gramática Espanhola](1824), a Frisian Grammar [Gramática da Língua Frísia] (1825), Essay on Danish Orthography [Ensaio da Ortografia Dinamarquesa] (1826), Treatise respecting the Ancient Egyptian Chronology (1827), Italian Grammar [Gramática Italiana](1827), e o Ancient Jewish Chronology previous to Moses [O Hebraico anterior a Moisés] (1828) Ele também editou uma publicação de Schneider, Danish Grammar for the use of Englishmen [Gramática Dinamarquesa para Uso de Ingleses] (1830), e supervisionou a tradução para o inglês do seu Anglo-Saxon Grammar [Gramática do Anglo-Saxão] por Thorpe (1830).

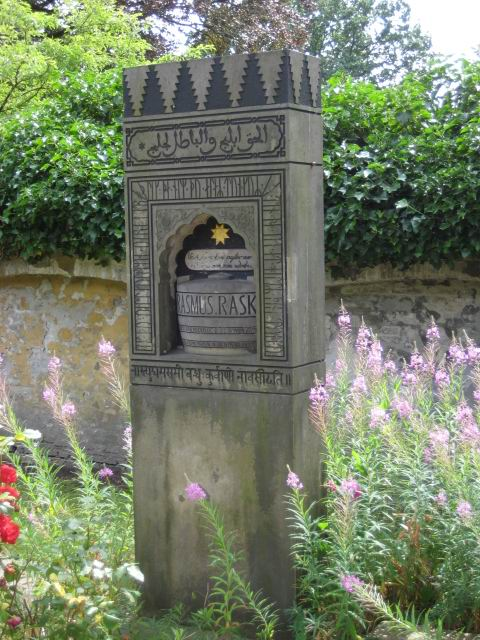
Túmulo de Rasmus Rask no Assistens Kirkegård, Copenhagen. Inscrições em Árabe, Nórdico Antigo e Sânscrito.

Ele foi o primeiro a desenhar uma ligação entre o Antigo Nórdico e as línguas germânicas, bem como fazer uma conexão com o lituano, as línguas eslavas, o grego e o latim. Ele também formulou a primeira versão de trabalho do que mais tarde se tornou "a Lei de Grimm" para a transmutação de consoantes na transição das antigas línguas Indo-Europeias para as línguas teutônicas, apesar dele só ter comparado essas línguas com o grego (o Sânscrito era desconhecido para ele no momento).
Em 1822, ele já era mestre de nada menos que vinte e cinco idiomas e dialetos, e acredita-se que ele estudou o dobro. Seus numerosos manuscritos filológicos foram transferidos para a Biblioteca Real, em Copenhague. As gramáticas que Rask produziu para o anglo-saxão, o dinamarquês e o islandês foram traduzidas para o inglês por Thorpe, Repp, e Dasent, respectivamente. Karl Verner foi um dos filólogos que se inspiraram no trabalho de Rask.